# Brocéliande (série télévisée)
Pour les articles homonymes, voir Brocéliande (homonymie).
Production
Diffusion
Brocéliande est une série télévisée franco-belge réalisée par Bruno Garcia, écrite par Isabelle Polin, Thomas Boullé et Éric Delafosse, et diffusée pour la première fois en Belgique le 21 mai 2024 sur La Une, en Suisse le 13 septembre 2024 sur RTS Un et en France le 16 septembre 2024 sur TF1.
Cette fiction est une coproduction des Films du Printemps, de Shine Fiction, de TF1, de Be-FILMS et de la RTBF.

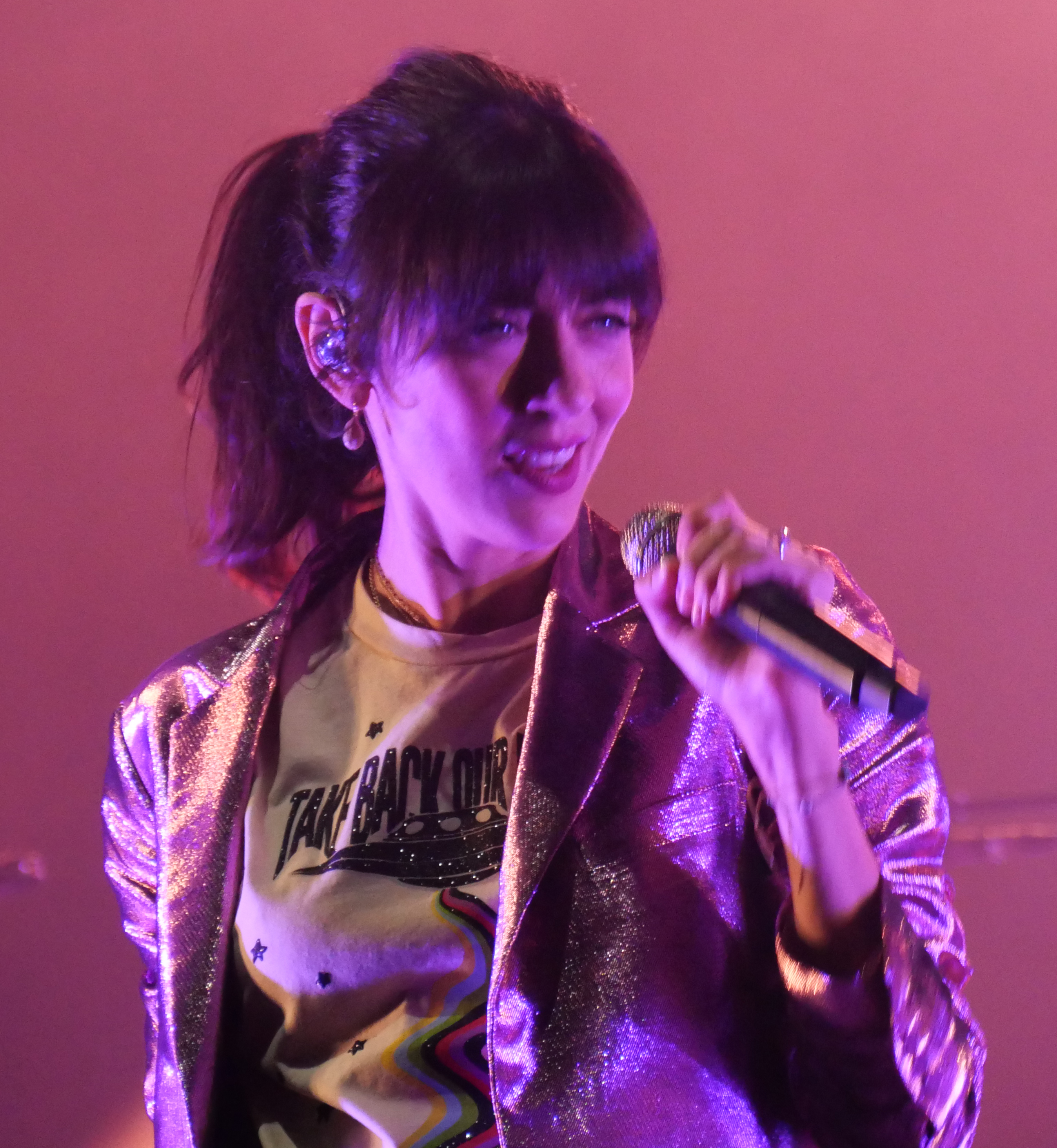
Nolwenn Leroy.

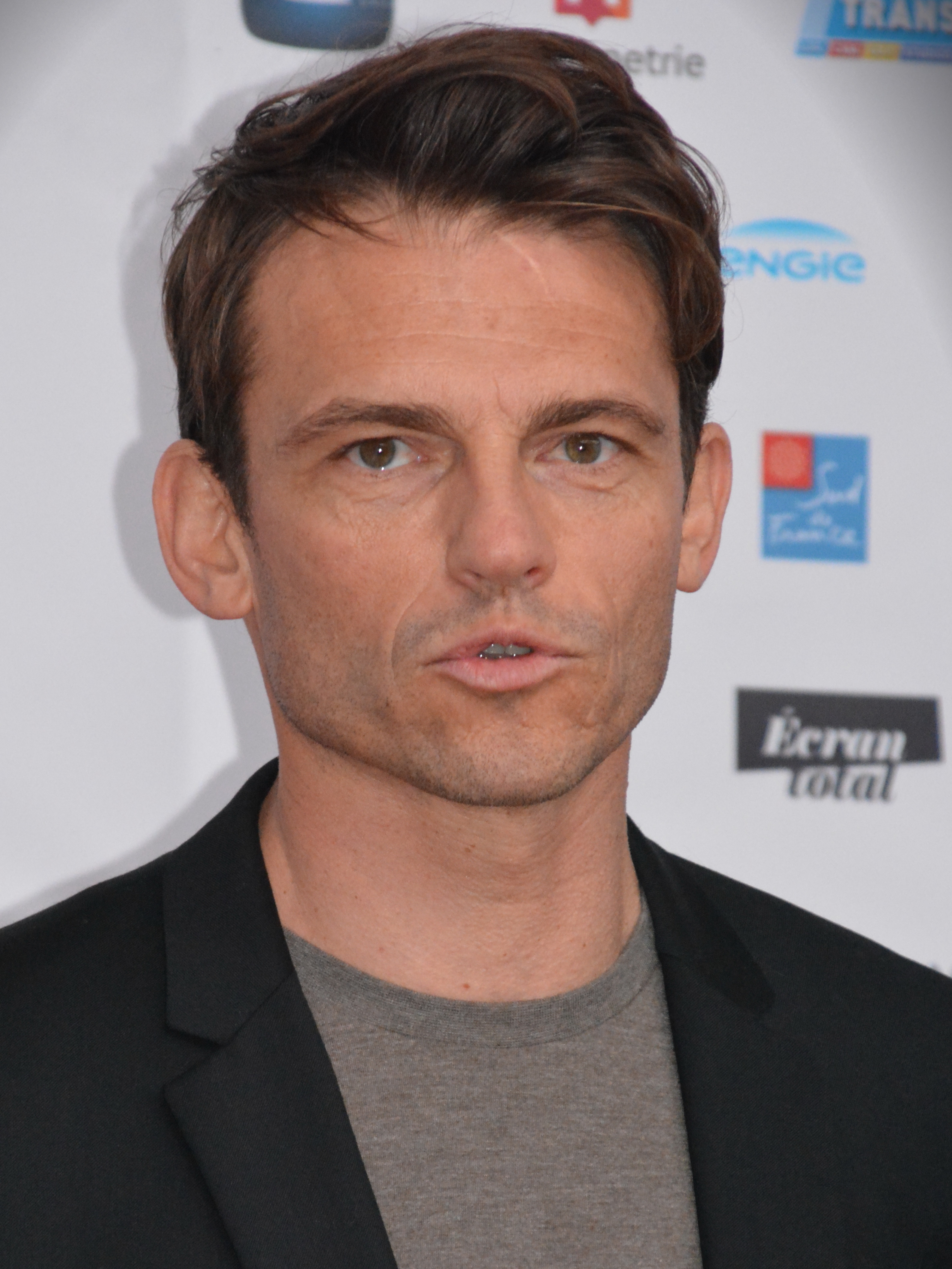
Arnaud Binard.

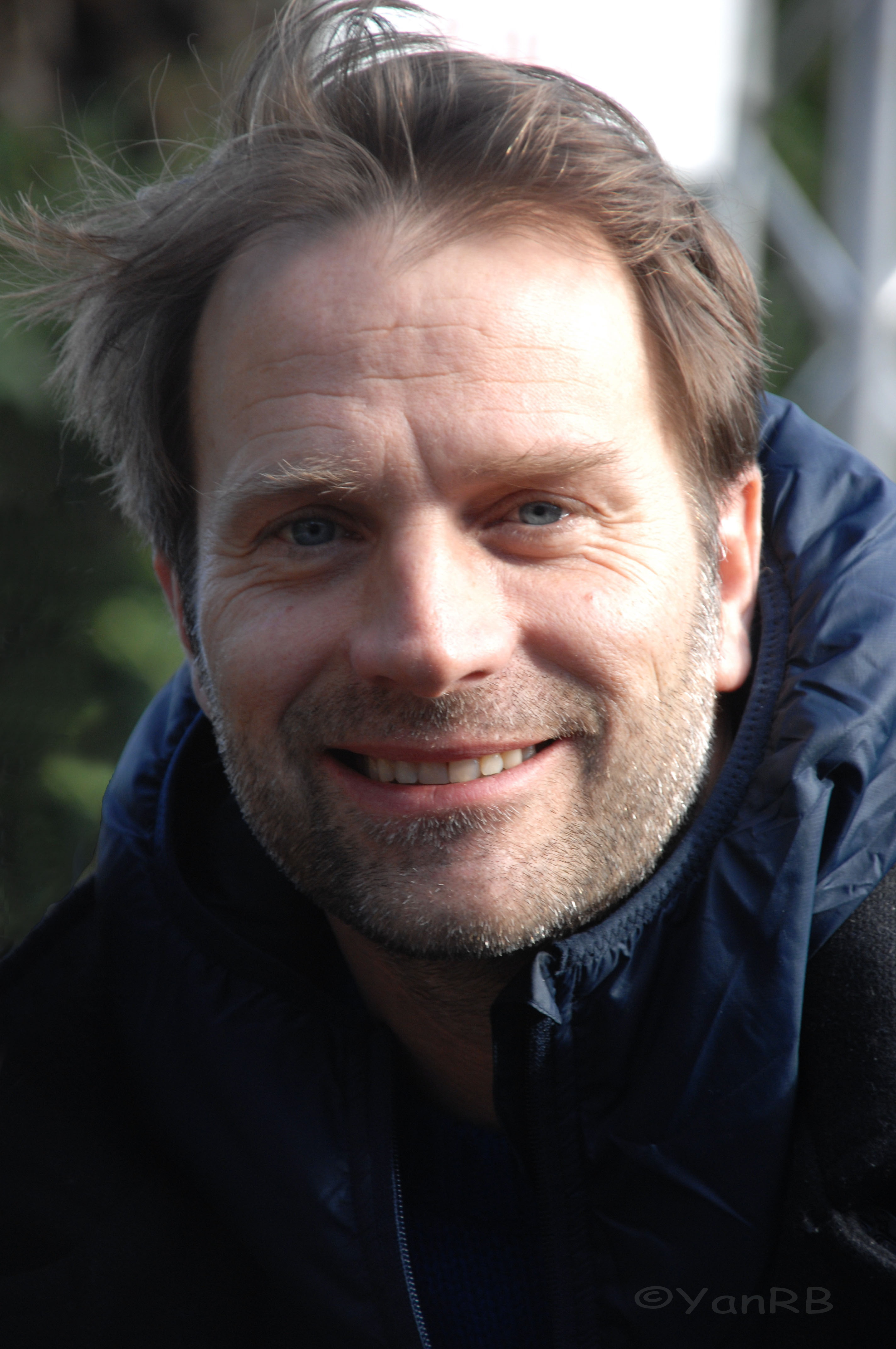
Thomas Jouannet.

## Synopsis
La biologiste Fanny Legoff vit à Paris après avoir quitté la Bretagne à la suite de la disparition inexpliquée de sa meilleure amie Laura Perrier, survenue le 31 octobre 2003 dans la forêt de Brocéliande. Fanny, qui est la dernière personne à avoir vu Laura avant sa disparition, décide de retourner en Bretagne après avoir reçu un colis contenant une lettre accusatrice et une serpe couverte de sang séché.
À la faculté de biologie de l'université de Brocéliande, elle retrouve son ancien professeur Armelle Kermabon, qui lui propose de donner un séminaire. Fanny retrouve également sa mère, une guérisseuse très connectée à la nature, ainsi que Maxence Guivarch, le garde-forestier de la forêt de Brocéliande.
Mais une de ses élèves, Chloé Chavaud, une influenceuse très active sur les réseaux sociaux, annonce qu'elle va faire des révélations sur l'implication de Fanny dans la disparition de Laura Perrier.
Peu après, durant la fête celtique de Beltaine, Fanny est droguée et Chloé Chavaud disparaît.

## Distribution

### Présent
- Nolwenn Leroy : Fanny Legoff
- Marie-Anne Chazel : Chantal Legoff, mère de Fanny
- Thomas Jouannet : Patrick Kermabon, capitaine de gendarmerie
- Catherine Marchal : Armelle Kermabon, ancienne professeure de Fanny[1]
- Arnaud Binard : Maxence Guivarch, garde-forestier de la forêt de Brocéliande
- Medi Sadoun : Julien Rousseau, avocat
- Léonie Simaga : Pauline Diawara, capitaine du SRPJ de Nantes
- Lorànt Deutsch : Yann Robic
- Matthieu Rozé : Charles Prigent, président de l'université de Brocéliande
- Calixte Broisin-Doutaz : Nicolas Pernetti, le jeune colocataire de la mère de Fanny
- Margot Heckmann : Chloé Chavaud, étudiante et influenceuse
- Bénédicte Choisnet : Léonie Morvan, la compagne de Maxence Guivarch
- Quentin Laclotte-Parmentier : Lucas Kermabon, fils de Patrick et Armelle
- Ted Etienne : lieutenant Malo Jouan
- Anna Mihalcea : Alix Prigent, la fille de Charles Prigent
- Brigitte Aubry : Barbara Perrier, la mère de Laura
- Aymeric Fougeron : Erwan Perrier, le frère de Laura
- Catherine Hosmalin : la mère de la bijoutière

### Retours dans le passé
- Eva Hatik : Laura Perrier
- Rebecca Benhamour : Fanny Legoff jeune
- Jessy Levy : Chantal Legoff à 30 ans
- Renan Prévot : Yann Robic jeune
- Gaspard Lassagne : Lucas Kermabon à 13 ans
- Kali Boisson : Alix Prigent à 15 ans
- Adèle Abonneau : Léonie Morvan jeune
- Robin Greer : Maxence Guivarch jeune
- Albane You : Armelle Kermabon à 15 ans

## Production

### Genèse et développement
Cette fiction est une coproduction des Films du Printemps, de Shine Fiction, de TF1, de Be-FILMS et de la RTBF, réalisée avec le soutien de Bretagne Cinéma, de la région Bretagne et du CNC,,,,,.
La série est créée et écrite par Isabelle Polin, Thomas Boullé et Eric Delafosse, réalisée par Bruno Garcia et produite par Les Films du printemps et Shine Fiction,.
Les médias américains, tels que Deadline Hollywood, ont relayé que Dominique Farrugia est producteur exécutif de la série. En 2020, cet ancien membre du collectif d'humoristes français Les Nuls, qui avait déjà travaillé pendant de nombreuses années à la production chez Canal+, a pris les rênes de Shine Fiction, société de production spécialisée dans les séries, filiale de Banijay France. Aspirant à explorer le domaine du drame après avoir travaillé principalement dans la comédie, le producteur a réalisé son souhait avec Brocéliande.

### Attribution des rôles
Le 4 avril 2023, Télé 7 jours révèle que la chanteuse Nolwenn Leroy incarnera la biologiste Fanny Legoff dans la mini-série Brocéliande, son premier grand rôle à la télévision après avoir fait une apparition dans un épisode de la série Capitaine Marleau en 2021,.
En 2012, Nolwenn Leroy avait partagé son désir de faire ses débuts à la télévision ou au cinéma, exprimant son intérêt pour la comédie. Lors d'une interview au Parisien, elle avait déclaré : « En dehors de la musique, j'aimerais bien jouer la comédie. Je crois que c'est la première fois que je le dis… » Elle avait toutefois précisé que ce projet n'était pas imminent, expliquant : « S'il y avait le projet particulier, le coup de cœur… Parce que moi je ne travaille que comme ça. C'est ce projet-là que j'attends pour pouvoir me lancer, tout en sachant qu'on est toujours moins tendre avec les chanteuses qui jouent qu'avec les acteurs qui chantent. Et tout cas c'est mon opinion… Ce projet-là, je ne l'ai pas encore, mais ça va venir, peut-être… On verra bien ! ».
En 2018, Nolwenn Leroy avait exprimé son intérêt à jouer dans la série Capitaine Marleau lors d'une apparition sur RTL : « Capitaine Marleau, je trouve ça génial ! Tout le monde se bat pour faire des featurings dans Capitaine Marleau… Je trouve que l'actrice est extraordinaire ». Quelques années plus tard, Josée Dayan, réalisatrice de la série, contacte Nolwenn Leroy pour lui proposer de jouer en octobre 2021 aux côtés de Corinne Masiero et de deux autres invités de cet épisode, Bénabar et Charlélie Couture. Après le tournage, elle a partagé son expérience dans l'émission On refait la télé sur RTL : « J'étais tellement heureuse de pouvoir débuter aux côtés de Josée Dayan qui est quand même un mythe vivant, qui est un personnage incroyable et qui a été tellement bienveillante ».
C'est à la suite de cette première expérience en tant qu'actrice qu'elle décroche le premier rôle dans Brocéliande, série décrite comme « une histoire policière sur fond de magie et de légende arthurienne ». Elle explique au Télégramme : « C'est une aventure super hyper excitante. J'ai réfléchi longuement avant d'accepter, j'ai pris des cours de coaching groupe. À 40 ans, c'était le bon moment pour moi. Et là, j'apprends tous les jours. Je sens que les verrous sont en train de sauter ».
Il faut rappeler que Nolwenn Leroy connait très bien la région de Brocéliande, comme l'indique la version estivale d'Envoyé spécial diffusée en août 2011 et rebaptisée pour l'occasion C'est plus que des vacances, où la chanteuse guide la journaliste Agnès Vahramian et son équipe au château de Comper : « Je voulais revenir sur les lieux de mon enfance. On venait souvent flâner et méditer ici. Les contes et légendes ont bercé mon enfance ». Elle les a également emmenés à la fontaine de Barenton, au Val sans retour et au chêne à Guillotin. Ensemble, ils ont évoqué Merlin, la fée Viviane, Morgane, la Table ronde. 
Rebecca Benhamour incarne la version jeune du personnage joué par Nolwenn Leroy. L'actrice de 25 ans a déclaré à Voici : « On m'a toujours dit que je lui ressemblais. C'est dingue ! Deux heures avant de passer le casting, on me l'a encore dit dans le métro. C'était un signe, c'est sûr. ».

### Tournage
Le tournage de la série a lieu du 26 avril à fin juillet 2023 aux alentours de la forêt de Paimpont, à Rennes, à Beignon et à Bourgbarré en Bretagne,,,,,. Quelques scènes se déroulent également à Paris. De nombreux Bretons participent au tournage, parmi lesquels des techniciens, des comédiens et des figurants.
Pour Marie-Anne Chazel, qui a « une culture plus méditerranéenne », « la beauté de la forêt est prenante ». Elle ajoute, concernant Nolwenn Leroy : « Elle est habituée à interpréter, c'est naturel pour elle. Après, elle me pose des questions. La technique ciné s'apprend sur le tas. ». Ce que confirme Arnaud Binard : « En tant que chanteuse, elle a des qualités d'implication et des exigences qu'elle met aussi dans le cinéma. Interagir avec elle est facile. ».
Le 5 juin 2023, les médias ont pu assister à une scène d'enterrement dans l'abbaye Notre-Dame de Paimpont. Pas moins de 47 figurants, 15 comédiens et 55 techniciens étaient mobilisés.
Le 17 juin 2023, deux classes de CM1-CM2 et CM2 de l'école publique du Menez assistent à une journée de tournage dans la forêt de Paimpont.

### Fiche technique
- Titre français : Brocéliande
- Genre : Policier[4]
- Production : Juliette Hayat[6], Dominique Farrugia
- Sociétés de production : Films du Printemps, Shine Fiction, TF1, Be-FILMS et RTBF[2],[3],[4],[5],[6]
- Réalisation : Bruno Garcia[2],[3],[4],[5],[6]
- Scénario : Isabelle Polin, Thomas Boullé et Éric Delafosse[3],[6]
- Musique : Anne-Sophie Versnaeyen
- Décors : Valériane Friederich
- Costumes : Marie Jagou
- Photographie : Samuel Dravet
- Son : Didier Leclerc
- Montage : Alexandre Landreau et Nicolas Pechitch
- Maquillage : Lise Gaillaguet
- Pays de production :  France /  Belgique
- Langue originale : français
- Format : couleur
- Nombre de saisons : 1
- Nombre d'épisodes[3],[6] : 6
- Durée : 52 minutes[3],[6]
- Dates de première diffusion :
  - Belgique : 21 mai 2024 sur La Une[20],[21]
  - Suisse : 13 septembre 2024 sur RTS Un
  - France : 16 septembre 2024 sur TF1[22].

## Accueil

### Audiences et diffusion

#### En Belgique
En Belgique, la série est diffusée le mardi vers 20 h 25 sur La Une par salve de deux épisodes du 21 mai 2024 au 4 juin 2024.
| Épisode              | Diffusion            | Diffusion            | Audience moyenne          | Audience moyenne | Réf.   |
| Épisode              | Jour                 | Horaire              | Nombre de téléspectateurs | Classement       | Réf.   |
| -------------------- | -------------------- | -------------------- | ------------------------- | ---------------- | ------ |
| 1                    | Mardi 21 mai 2024    | 20 h 25 - 21 h 25    | 414 881                   | 1er              | [ 23 ] |
| 2                    | Mardi 21 mai 2024    | 21 h 25 - 22 h 25    | 414 881                   | 1er              | [ 23 ] |
| 3                    | Mardi 28 mai 2024    | 20 h 25 - 21 h 25    | 430 567                   | 1er              | [ 24 ] |
| 4                    | Mardi 28 mai 2024    | 21 h 25 - 22 h 25    | 430 567                   | 1er              | [ 24 ] |
| 5                    | Mardi 4 juin 2024    | 20 h 25 - 21 h 25    | 421 932                   | 1er              | [ 25 ] |
| 6                    | Mardi 4 juin 2024    | 21 h 25 - 22 h 25    | 421 932                   | 1er              | [ 25 ] |
|                      |                      |                      |                           |                  |        |
| Moyenne de la saison | Moyenne de la saison | Moyenne de la saison | 422 460                   | 1er              |        |

- Les plus hauts chiffres d'audience
- Les plus bas chiffres d'audience

#### En France
En France, la série est diffusée le lundi à 21 h 10 sur TF1 par salve de deux épisodes du 16 au 30 septembre 2024. En replay à J+7, la série gagne 1,2 million de téléspectateurs en moyenne, soit un total de 5,6 millions de téléspectateurs en moyenne par épisode, un record pour une fiction depuis Les Combattantes. TF1 ajoute : « En progression constante au fil des semaines, la mini-série a signé sa meilleure performance lors de sa dernière soirée avec 5,8 millions de téléspectateurs en moyenne ».
| Épisode              | Diffusion               | Diffusion            | Audience moyenne          | Audience moyenne                       | Audience moyenne         | Audience moyenne | Réf.   |
| Épisode              | Jour                    | Horaire              | Nombre de téléspectateurs | Part de marché (sur les 4 ans et plus) | Part de marché (FRDA-50) | Classement       | Réf.   |
| -------------------- | ----------------------- | -------------------- | ------------------------- | -------------------------------------- | ------------------------ | ---------------- | ------ |
| 1                    | Lundi 16 septembre 2024 | 21 h 10 - 22 h 10    | 4 460 000                 | 21,7 %                                 | 25,1 %                   | 1er              | [ 27 ] |
| 2                    | Lundi 16 septembre 2024 | 22 h 10 - 23 h 05    | 3 930 000                 | 24 %                                   | 25,1 %                   | 1er              | [ 27 ] |
| 3                    | Lundi 23 septembre 2024 | 21 h 10 - 22 h 10    | 4 590 000                 | 21,9 %                                 | 24,6 %                   | 1er              | [ 28 ] |
| 4                    | Lundi 23 septembre 2024 | 22 h 10 - 23 h 05    | 4 260 000                 | 25,6 %                                 | 24,6 %                   | 1er              | [ 28 ] |
| 5                    | Lundi 30 septembre 2024 | 21 h 10 - 22 h 10    | 4 730 000                 | 23,2 %                                 | 25,2 %                   | 1er              | [ 29 ] |
| 6                    | Lundi 30 septembre 2024 | 22 h 10 - 23 h 05    | 4 430 000                 | 27,1 %                                 | 25,2 %                   | 1er              | [ 29 ] |
|                      |                         |                      |                           |                                        |                          |                  |        |
| Moyenne de la saison | Moyenne de la saison    | Moyenne de la saison | 4 400 000                 | 23,9 %                                 | 25 %                     | 1er              | [ 30 ] |

- Les plus hauts chiffres d'audience
- Les plus bas chiffres d'audience

### Accueil critique
Alexandre Letren, du site VL-Media, loue la pertinence de l'intrigue et la présence bienvenue de Nolwenn Leroy. Ce que souligne aussi le quotidien régional Sud Ouest qui titre « Nolwenn Leroy dans Brocéliande, naissance d'une comédienne » et affirme : « La chanteuse va en étonner plus d'un. Elle y réalise une performance remarquable, soutenue par un excellent scénario. »
Télé-Loisirs juge que la série a un avenir prometteur et la RTBF souligne son « suspense haletant » dans « un décor féerique et magique ».
De son côté, le journal Le Parisien estime que Brocéliande est une « série parfois un peu tirée par les cheveux, mais au suspense bien tenu ».
Et Luigi Lattuca, du site Bulles de culture, se montre encore plus critique : « L'absence d'ambition sur le fond et la forme dessert Brocéliande, la série de rentrée 2024 de TF1. Les situations sont invraisemblables, les personnages lisses et sans relief, et l'intrigue cousue de fil blanc. ».

## Distinctions
- Festival Polar de Cognac 2024 : meilleure série francophone dans la section dramatique[35]